# Langrune-sur-Mer
Langrune-sur-Mer is een gemeente in het Franse departement Calvados (regio Normandië). De plaats maakt deel uit van het arrondissement Caen. Langrune-sur-Mer telde op 1 januari 2022 1.893 inwoners.

## Geografie
De oppervlakte van Langrune-sur-Mer bedroeg op 1 januari 2022 4,74 vierkante kilometer; de bevolkingsdichtheid was toen 399,4 inwoners per km².
De onderstaande kaart toont de ligging van Langrune-sur-Mer met de belangrijkste infrastructuur en aangrenzende gemeenten.

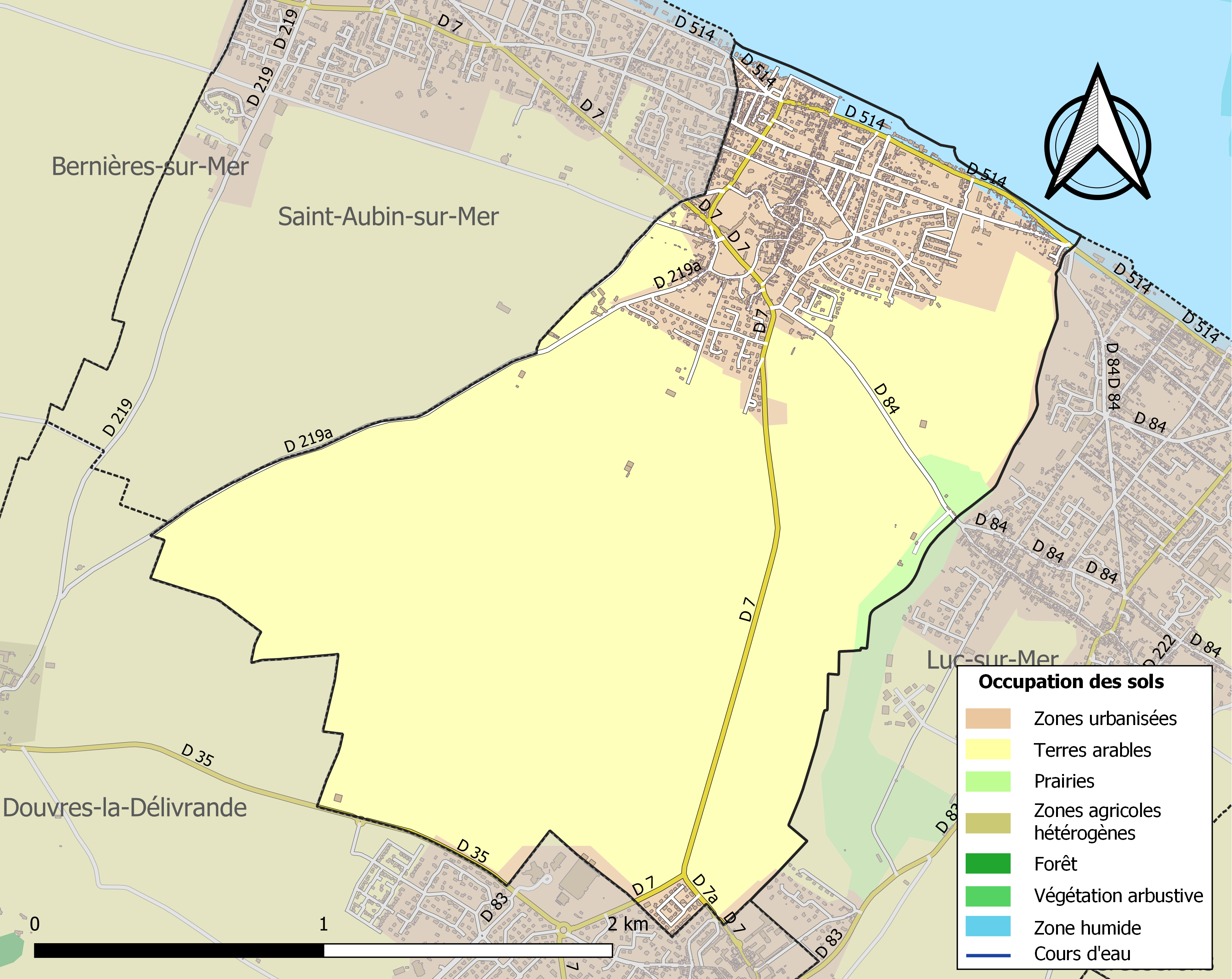

## Trivia
In de gemeente ligt het voormalig spoorwegstation Langrune.

## Demografie
Onderstaande figuur toont het verloop van het inwonertal (bron: INSEE-tellingen).
Vanwege een beveiligingsprobleem met de MediaWiki Graph-software is het momenteel niet mogelijk deze grafiek weer te geven. Zodra de software is bijgewerkt zal de grafiek vanzelf weer zichtbaar worden.